# XM174
Le XM174 est un lance-grenades automatique de 40 mm, développé en 1968 principalement pour l'utiliser  comme moyen d'autodéfense pour des convois blindés, il peut être monté sur tout type de véhicule, il peut même être utilisé de manière portative.Il à été utilisé pour la première fois pendant la guerre du Viêt Nam.

## Caractéristiques
Il fonctionnait par emprunt de gaz et était largement basé sur la mitrailleuse Browning M1919 A4 et sur le lance-grenades M79, mais étant alimenté à partir d'une boîte de munitions (chargeur).
Il était utilisé pendant la guerre du Viêt Nam, souvent monté sur un trépied et servi par une équipe de deux hommes. Il était également monté sur le toit de certains véhicules légers ou dans les ouvertures latérales de certains hélicoptères, tels que le Huey.
La boîte à munitions contenait 12 coups, et la cadence de tir élevée de ce système automatique permettait de placer en l'air les 12 grenades avant-même que la première n'ait eu le temps de toucher le sol. Il était aussi capable de fonctionner en semi-automatique, tirant au coup-par-coup.

## Utilisateurs
- : US Army
- : US Marine Corps
- : US Air Force

Les personnels de la police militaire de l'US Air Force au Viêt-Nam ont également été dotés de lance-grenades automatiques XM174, souvent utilisés sur les postes de défense du périmètre et dans les véhicules armés lourds.